# Live at Newport
| Recensione | Giudizio |
| ---------- | -------- |
| AllMusic   |          |

Live at Newport è il primo album live del pianista jazz statunitense McCoy Tyner, pubblicato dalla casa discografica Impulse! Records nel febbraio del 1964.

## Tracce

### LP
Lato A
1. Newport Romp – 7:38 (musica: McCoy Tyner)
2. My Funny Valentine – 7:58 (testo: Lorenz Hart – musica: Richard Rodgers)
3. All of You – 6:20 (Cole Porter)

Lato B
1. Monk's Blues – 6:50 (musica: McCoy Tyner)
2. Woody 'n' You – 8:55 (musica: Dizzy Gillespie)

## Musicisti
- McCoy Tyner – pianoforte
- Clark Terry – tromba (eccetto brani: All of You e Monk's Blues)
- Charlie Mariano – sassofono alto (eccetto brani: All of You e Monk's Blues)
- Bob Cranshaw – contrabbasso
- Mickey Roker – batteria

Note aggiuntive
- Bob Thiele – produttore
- Registrato dal vivo il 5 luglio 1963 al Newport Jazz Festival, Newport, Rhode Island (Stati Uniti)
- Mickey Crofford – ingegnere delle registrazioni
- Robert Flynn / Viceroy – design copertina album originale
- Jim Marshall – foto copertina album originale [3]